# Думітра (Бістріца-Несеуд)
Думітра (рум. Dumitra) — село у повіті Бистриця-Несеуд в Румунії. Адміністративний центр комуни Думітра.
Село розташоване на відстані 334 км на північ від Бухареста, 10 км на північ від Бистриці, 82 км на північний схід від Клуж-Напоки.

## Населення
За даними перепису населення 2002 року у селі проживали 2692 особи. Рідною мовою 2687 осіб (99,8%) назвали румунську.
Національний склад населення села:
| Національність | Кількість осіб | Відсоток |
| -------------- | -------------- | -------- |
| румуни         | 2642           | 98,1%    |
| цигани         | 46             | 1,7%     |